# Bataille de Schweinschädel
Guerre austro-prussienne
Batailles
- front austro-prussien

- Hühnerwasser
- Podol
- Trautenau
- Nachod
- Langensalza
- Oswiecim
- Münchengrätz
- Soor
- Skalitz
- Gitschin
- Königinhof
- Schweinschædel
- Sadowa (Königgrätz)
- Dermbach
- Kissingen
- Aschaffenbourg
- Hundheim
- Blumenau
- Tauberbischofsheim
- Werbach
- Helmstadt/Uettingen
- Gerchsheim
- Uettingen/Roßbrunn/Hettstadt

- front austro-italien

- Custoza
- Val Vestino
- Cimego
- Pieve di Ledro
- Monte Nota
- Monte Suello
- Lissa
- Bezzecca
- Primolano
- Borgo
- Cimego
- Levico
- Versa

La bataille de Schweinschädel s'est déroulée le 29 juin 1866, au début de la Guerre austro-prussienne, qui opposa la Prusse à l'Autriche. Le IVe corps d'armée autrichien commandé par le général de division Tassilo Festetics tente de barrer la route à la 2e armée prussienne du prince-héritier Frédéric, mais est battu par le 5e corps d'armée du général d'infanterie von Steinmetz et doit se replier.

## Contexte
Les trois armées prussiennes venaient de franchir les Monts des Géants par trois cols différents et commençaient l'invasion de la Bohême. Alors que le chef d’État-major prussien von Moltke cherchait à regrouper ses armées, le général-en-chef autrichien Benedek chercha à exploiter l'avantage de mobilité de ses lignes arrière, afin de faire sa jonction avec l'armée saxonne et d'affronter la 1re armée du prince Frédéric-Charles encore isolée. Mais après la bataille de Skalitz, la deuxième armée prussienne était parvenue à se positionner sur les arrières de l'armée autrichienne, ce qui lui permettait de se regrouper au milieu des forces de Benedek.
Le 29 juin 1866, Benedek décida du repli en direction de Sadowa afin de tenir cette position au cas où Festetics parviendrait à stopper la 2e armée avec son corps d'armée. Tandis que la moitié de l'effectif devait faire face à la garde prussienne à Königinhof, l'autre moitié devait gêner la progression de Steinmetz.

## Marche sur Schweinschädel
Les patrouilles d'éclaireurs des Autrichiens leur apprirent le 29 juin 1866, que la Garde prussienne se trouvait encore à Praussnitz et le 5e corps d'armée ennemi, à Skalitz ; quant au 6e corps d'armée du général Louis von Mutius, il était encore plus loin, sur la route de Nachod, et sa première brigade était partagée avec le Ve corps d'armée. Steinmetz avait dû donner ce repos à ses troupes qui, après avoir franchi les cols, venaient de livrer deux combats violents ; il ne se remit en marche que vers 14h00. À cette occasion, il donna l'ordre de marche suivant : 
« Le Ve corps d'armée et le détachement du général de brigade von Kirchbach poursuivront aujourd'hui leur marche vers Gradlitz. L’avant-garde (sous les ordres du général de division von Kirchbach) partira vers 14h00 , franchira l’Aupa à Zlic pour se porter à Ratibořice (cs), puis de là à Vestec et Vesternec, afin de tourner le flanc gauche des avant-postes ennemis en arrière de la ligne Trebišov-Miskolc, de reconnaître par la même occasion le terrain de Hořičky à l'aile droite et s'emparera de la route de Chavalkovic à Gradlitz. Le gros de l'armée, l'artillerie de réserve et le général von Hoffmann suivront le général de division von Kirchbach. »

## Le combat
C'est ce mouvement de troupe qui déclencha les premiers tirs d'artillerie des batteries autrichiennes de Schweinschädel. Festetics, opposé à un ennemi supérieur en nombre, ne cherchait qu'à lui barrer la route, mais il n'entendait pas abandonner sa position sans combattre, ce qui aurait été désastreux pour le moral de ses troupes, et c'est pourquoi il maintint ses batteries en position et continua de bombarder les contingents prussiens qui se regroupaient.
La 10e division d'infanterie prussienne du général von Kirchbach ordonna à la 19e brigade d'infanterie du général Otto von Tiedemann (de) (composée du 6e régiment de grenadiers et du 46e régiment d'infanterie) de marcher à l'assaut des batteries autrichiennes, et au 8e bataillon de chasseurs B d'attaquer la briqueterie voisine. Le général Festetics opposa aux Prussiens la brigade du colonel Poeckh (composée du 37e et du 51e régiment d'infanterie, ainsi que le 8e bataillon de chasseurs). La brigade de l'archiduc Joseph (composée des 67e et 68e régiments d'infanterie, ainsi que le 30e bataillon de chasseurs) était alors stationnée au sud de Schweinschädel, entre la valée de l'Aupa et la route de Josefov : elle ne prit donc pas part à cet affrontement.
Les Prussiens se heurtèrent d'abord à l'ennemi dans le village de Schweinschädel, et infligèrent de lourdes pertes aux défenseurs grâce à leur cadence de tir supérieure. Cinq batteries prussiennes appuyaient la progression de l'infanterie. Lorsque les régiments prussiens poussèrent plus avant dans le village, le combat tourna à la boucherie car un bataillon du 37e régiment d'infanterie, commandé par le capitaine Augustin Terstyánszky, se mit à livrer un combat à outrance. Il tint longtemps tête aux assaillants, mais se trouva presque entièrement exterminé.
Le général von Steinmetz abrégea le combat dès qu'il vit que ses troupes commençaient à dépasser le village ; sur quoi Festetics fit sonner l'ordre de retraite sur l'Aupa et parvint facilement à distancer ses poursuivants. Depuis Schweinschädel, l'invasion des Prussiens se poursuivit en direction de Gradlitz.

## Bilan
Les Prussiens perdirent 15 officiers, 379 soldats et 15 chevaux, dont 8 officiers et 77 soldats prisonniers ; quant aux Autrichiens, ils  perdirent 39 Officiers, 1411 soldats (dont 320 furent faits prisonniers) et 90 chevaux. De ces prisonniers, 120 n'avaient pas été blessés,,. C'est le 37e Régiment qui aura essuyé les plus lourdes pertes, avec 1 026 hommes.